# MGP 2007
MGP 2007 blev afholdt den 15. september 2007 og var en sangkonkurrence for børn. 10 sangere/bands dystede om at vinde. Værterne var Jeppe Vig Find og Bruno. Top 2 skulle senere repræsentere Danmark ved den tredje udgave af MGP Nordic efter Finlands debut ved konkurrencen.

## Deltagere
| Nr | Deltagere      | Fulde navn | Sang                | Resultat      |
| -- | -------------- | --- | ------------------- | ------------- |
| 1  | Glitter        | Grith Gundelach, Marie Winkler Bauer, Michella Larsen, Mille Vagsaa, Simone Christensen, Simone Søgaard Andersen, Stina Klitgaard | "Vi Breaker"        | Superfinalist |
| 2  | Mathias        | Mathias Augustine | "Party"             | Superfinalist |
| 3  | DK-Tøserne     | Dana Imone Tonndorff, Katrine Hvidberg Friis                                                                                      | "Vi er gode venner" | Ude           |
| 4  | The Game Over  | Hasan Shah | "Drømmelandet"      | Ude           |
| 5  | efeA-5         | Marie Linde Lauridsen | "Oliver"            | Ude           |
| 6  | Da Boyz        | Andreas Skovby Olsen, Sebastian Bomholt                                                                                           | "Super Snap"        | Ude           |
| 7  | Hjerteglimmer  | Anne Agerfeldt Nielsen, Julie Søndergård Sørensen, Katrhine Banke Hansen                                                          | "HjerteVeninder"    | Ude           |
| 8  | Kristian D-nay | Kristian Dinitzen | "Pigen jeg kan li"  | Superfinalist |
| 9  | Amalie         | Amalie Høegh | "Til solen står op" | Superfinalist |
| 10 | The Rollers    | Aske Stubkjær Madsen, Emil Maabjerg Mikkelsen, Mathias Voldum Siggaard, Patrick Rosengren Danielsen, Rasmus Mølgaard Bertelsen    | "Charlotte"         | Superfinalist |

### Superfinale
| Nr | Deltagere      | Sang                | Regioner    | Regioner    | Regioner   | Regioner | Regioner    | I alt | Placering |
| Nr | Deltagere      | Sang                | Nordjylland | Midtjylland | Syddanmark | Sjælland | Hovedstaden | I alt | Placering |
| -- | -------------- | ------------------- | ----------- | ----------- | ---------- | -------- | ----------- | ----- | --------- |
| 1  | Glitter        | "Vi Breaker"        | 4           | 6           | 6          | 6        | 8           | 30    | 4         |
| 2  | Mathias        | "Party"             | 8           | 8           | 10         | 12       | 10          | 48    | 2         |
| 3  | Kristian D-nay | "Pigen jeg kan li"  | 10          | 4           | 4          | 4        | 4           | 26    | 5         |
| 4  | Amalie         | "Til solen står op" | 12          | 12          | 12         | 10       | 12          | 58    | 1         |
| 5  | The Rollers    | "Charlotte"         | 6           | 10          | 8          | 8        | 6           | 38    | 3         |